# Luis Alberto Mosquera
Luis Alberto Mosquera (3 oktober 1959) is een voormalig profvoetballer uit Chili, die gedurende zijn carrière speelde als centrale verdediger en verdedigende middenvelder. Hij kwam onder meer uit voor Universidad de Chile en CF Monterrey.

## Interlandcarrière
Mosquera speelde één officiële interland voor Chili. Hij maakte zijn debuut in de vriendschappelijke uitwedstrijd tegen Brazilië (3-2) op 28 april 1983 in Rio de Janeiro, net als Patricio Reyes, Rubén Espinoza en Marcelo Pacheco. Dat was zijn eerste en enige officiële interland voor zijn vaderland. Mosquera nam een jaar later met Chili deel aan de Olympische Spelen 1984 in Los Angeles.